# Дастин Браун
Дастин Браун (Целе, 8. децембар 1984) је немачки тенисер пореклом са Јамајке. Тренутно се налази на 346. месту АТП листе.
Највиши пласман на АТП листи је достигао 10. октобра 2016. када се нашао на 64. месту. Познат је по атрактивном стилу игре, великој брзини и егзибиционим ударцима. Највећи успех у његовој каријери су две победе против Рафаела Надала, и то на трави на Отвореном првенству Халеа 2014. и на Вимблдону 2015. где га је елиминисао у раној фази турнира.
У другом колу турнира у Штутгарту 2019. је елиминисао петог играча света, Александра Зверева.

## Детињство и младост
Дастин Браун је рођен у Целеу, Немачка, граду који се налази близу Хановера. Његов отац Лерои је рођен на Јамајци, док је његова мајка Инге Немица. Његови родитељи су се састали на Јамајци, а касније су се настанили у Целеу. Осим тениса, у детињству, Браун се бавио спортовима као што су фудбал, џудо и рукомет.
Када је имао осам година, одлучио је да се фокусира на тенис рекавши: Када сам донео одлуку да пређем са фудбала на тенис, наравно, желео сам да будем успешан. Нисам желео да завршим играјући негде за неки клуб. Упркос томе што није достигао велики успех у тенису као јуниор, скренуо је пажњу Американца Витенберга, који га је водио на тениску академију у близини Хановера. Према Брауновим речима, Витенберг га је научио да игра тенис.
Године 1996. када је Браун имао 11 година, његови родитељи су емигрирали на Јамајку у град Монтего Беј. Разлог томе су трошкови Дастиновог играња тениса у Немачкој. Он је рекао: Био сам прилично ментално миран када сам био млад. Али шта год да се деси када сам играо, могао сам да изгубим темперамент и будем дисквалификован.
На Јамајци, где се атлетика, фудбал и крикет сматрају најпопуларнијим спортовима, Браун је имао прилику да игра само на лоше одржаваним теренима са лоптицама лошег квалитета. Ипак, наставио је да игра тенис као јуниор. Године 2004. када је имао 20 година, постао је незадовољан тенисом у својој земљи, али је видео свој потенцијал. Из тог разлога, породица одлучује да се врати у Немачку. Исте године, родитељи су му дали Фолксваген кампер у ком је могло да спава три особе. Пошто није морао да одседа у хотелима, могао је да сачува новац предвиђен за путовање по Европи и играње тениских турнира. То је била бриљантна идеја мојих родитеља. У противном не бих могао да наставим да играм., рекао је Браун. Поседовао је и машину са штимовање рекета. Зарађивао је тако што је штимовао рекете другим играчима по ниској цени, док би њима дозволио да користе кревете у његовом камперу.

## Тениска каријера
У првих 100 тенисера света се први пут нашао 17. маја 2010. У фебруару 2011. је испао из 100 најбољих, и на повратак у то друштво је чекао све до фебруара 2014. У јуну 2018. први пут после скоро девет година испада из топ 200.
У другом колу Вимблдона 2017. Мари је поразио Дастина Брауна у три сета (6:3, 6:2, 6:2).
Дана 7. априла 2019, освојио је челенџер Софија Антиполис у Француској, савладавши у финалу српског играча Филипа Крајиновића са 6:3, 7:5.

## АТП финала

### Парови: 6 (2:4)
| Легенда                        |
| ------------------------------ |
| Гренд слем турнири (0:0)       |
| Завршно првенство сезоне (0:0) |
| АТП мастерс 1000 (0:0)         |
| АТП 500 (0:0)                  |
| АТП 250 (2:4)                  |

| Финала по подлози |
| ----------------- |
| Тврда (1:1)       |
| Шљака (1:3)       |
| Трава (0:0)       |

| Финала по локацији |
| ------------------ |
| Отворено (1:3)     |
| Дворана (1:1)      |

| Исход     | Бр. | Датум               | Турнир             | Подлога   | Партнер          | Противници                    | Резултат               |
| --------- | --- | ------------------- | ------------------ | --------- | ---------------- | ----------------------------- | ---------------------- |
| Победник  | 1.  | 26. септембар 2010. | Мец, Француска     | Тврда (д) | Рохир Васен      | Марсело Мело Бруно Соарес     | 6:3, 6:3               |
| Финалиста | 1.  | 26. фебруар 2012.   | Марсеј, Француска  | Тврда (д) | Жо-Вилфрид Цонга | Никола Маи Едуар Роже-Васелен | 6:3, 3:6, [6:10]       |
| Победник  | 2.  | 14. април 2012.     | Казабланка, Мароко | Шљака     | Пол Хенли        | Данијеле Брачали Фабио Фоњини | 7:5, 6:3               |
| Финалиста | 2.  | 28. јул 2012.       | Кицбил, Аустрија   | Шљака     | Пол Хенли        | Франтишек Чермак Јулијан Ноул | 6:7(4:7), 6:3, [10:12] |
| Финалиста | 3.  | 14. април 2013.     | Казабланка, Мароко | Шљака     | Кристофер Кас    | Јулијан Ноул Филип Полашек    | 3:6, 2:6               |
| Финалиста | 4.  | 17. април 2017.     | Хјустон, САД       | Шљака     | Франсис Тијафо   | Хулио Пералта Орасио Зебаљос  | 6:4, 5:7, [6:10]       |